# Phillipsburg (Kansas)
Phillipsburg ist eine Stadt im US-Bundesstaat Kansas und County Seat des Phillips County. Das U.S. Census Bureau hat bei der Volkszählung 2020 eine Einwohnerzahl von 2337 ermittelt.

## Etymologie
Phillipsburg wurde 1872 gegründet und nach William A. Phillips benannt, im Gegensatz zum Phillips County, das nach William Phillips benannt wurde.

## Geographie
Phillipsburg liegt an den westlichen Ausläufern der Smoky Hills, 32 km südlich der Grenze zu Nebraska in den Great Plains.

## Verkehr
Phillipsburg liegt am U.S. Highway 36 und hat einen Bahnhof an der Kyle Railroad.

## Veranstaltungen
In Phillipsburg findet jedes Jahr (üblicherweise in der ersten August-Woche) das größte Rodeo in Kansas sowie jeden Sommer, im Juni, das Riverless Festival statt.

## Söhne und Töchter der Stadt
- McDill Boyd, Journalist und Politiker †
- Wallace Pratt, Geologe †
- Mark Simoneau, Football-Spieler